# ГЕС Томсон
ГЕС Томсон — гідроелектростанція у штаті Міннесота (Сполучені Штати Америки). Знаходячись після малої ГЕС Сканлон (1,6 МВт), становить нижній ступінь каскаду на річці Сент-Луїс, яка впадає у західне завершення озера Верхнє (найвище по сточищу серед Великих озер Північної Америки).
Річку перекриває бетонна гребля висотою 5 метрів та довжиною 488 метрів, крім того, є дванадцять бетонних та насипних дамб висотою від 3 до 16 метрів та загальною довжиною 1057 метрів. Разом вони утримують водосховище з площею поверхні 1,6 км2, у якому припустиме коливання рівня в діапазоні 2,4 метра.
Зі сховища по лівобережжю прокладено дериваційний канал довжиною 3,3 км та шириною від 23 до 35 метрів, який переходить у три напірні водоводи завдовжки по 1,34 км. У системі також працюють два вирівнювальні резервуари надземного типу, змонтовані на ферменних конструкціях.
Машинний зал обладнали шістьома турбінами типу Френсіс загальною потужністю 72,6 МВт, які працюють при напорі у 107 метрів.